# Ghenrih Steinberg
Ghenrih Steinberg (în rusă Генрих Штейнберг; n. 14 ianuarie 1900, Soroca, gubernia Basarabia, Imperiul Rus – d. 25 ianuarie 1973, Leningrad, RSFS Rusă, URSS) a fost un evreu basarabean, militar și inginer-contraamiral sovietic, participant la războaiele civil rus și al doilea mondial.

## Biografie
S-a născut în orașul Soroca din același ținut, gubernia Basarabia (Imperiul Rus), tot acolo, a absolvit gimnaziul evreiesc și a lucrat ca profesor.
S-a înrolat în Armata Roșie în 1918, iar în 1922 în Marină. În timpul războiului civil rus, a luptat pe Frontul de sud împotriva trupelor generalului Piotr Vranghel, detașamentelor lui Nestor Mahno (1919-1921) în calitate de soldat în „Regimentul 1 basarabean” al Grupului de sud al Frontului ucrainean (septembrie 1918-mai 1919), ulterior în calitate de șef al serviciului de informații al diviziei de artilerie a Brigăzii 123 a Frontului polonez (octombrie 1919-mai 1920).
A absolvit cursurile de comandă de artilerie în Odesa (mai-octombrie 1919), Kiev (mai 1920-februarie 1921), iarăși în Odesa (februarie 1921-februarie 1922), Detskoie Selo (octombrie 1924-octombrie 1925), cursuri speciale pentru personalul de comandă al echipei Flotilei Roșii (noiembrie 1927-noiembrie 1928), și în cele din urmă, Facultatea de Arme Navale a Academiei „Voroșilov” (octombrie 1930-aprilie 1934) din Leningrad.
A fost comandant al bateriilor 7, 10, apoi 8 ale bazei navale din Sevastopol (februarie 1922-octombrie 1924; octombrie 1925-noiembrie 1927), comandant al unei baterii separate al celui de-al 6-a regiment de artilerie al aceleiași baze, asistent șef al unei unități operaționale de apărăre din Marea Neagră (noiembrie 1928-octombrie 1930). Adjunct (aprilie 1934-mai 1936), șef al ciclului (mai 1936-noiembrie 1937), șef de departament artilerie (noiembrie 1937-iunie 1938), profesor asociat (iunie-august 1938), șef de departament artilerie (august 1938-aprilie 1940), în același timp profesor asociat al Departamentului proprietăților tactice ale armelor (iulie 1939-aprilie 1940) și șef-adjunct al Academiei tehnice și de inginerie navală (aprilie 1940-octombrie 1941).
A fost șef al Academiei Navale „Voroșilov” (octombrie 1941-august 1942), șef-adjunct al Academiei NUR (august 1942-noiembrie 1944). A supravegheat activitățile de cercetare ale Academiei, inclusiv pe subiectele: „Camuflaj pe mare”, „Mecanica de construcție a navei”, „Metode de bombardare a navelor prin picaj”, „Tacticile forțelor aeriene ale Marinei”, „Utilizarea în luptă a artileriei navale”, etc. În timpul celui de-al doilea război mondial, a strămutat academia navală de la Astrahan în Samarkand.
A fost șef-adjunct al Academiei de construcții navale și armament ale marinei (noiembrie 1944-mai 1945), șef adjunct al Academiei Navale „Voroșilov” (mai-septembrie 1945), Academiei Navale „Krîlov” pentru construcții navale și arme (septembrie 1945-mai 1947). Ulterior, a fost lector superior al Departamentului proprietăților tactice ale mijloacelor militare (mai 1947-mai 1948), șef al aceluiași departament (mai 1948-mai 1950), șef al departamentului de instruire (mai 1950-martie 1956), din nou șef-adjunct al Academiei „Krîlov” (martie 1956-martie 1959).
Din 21 martie 1959 s-a aflat în rezervă. A fost înmormântat în Cimitirul „în memoria victimelor din 9 ianuarie” din Leningrad.

## Decorații
- Ordinul Lenin (1945)[7]
- Ordinul Steagul Roșu (1944, 1949)[8]
- Ordinul Războiului Patriotic de gradul II (1944)[9]
- Medalia „20 de ani ai Armatei Roșii a Muncitorilor și Țăranilor”[10]
- Medalia „Pentru apărarea Leningradului”[10]
- Medalia „Pentru victoria asupra Germaniei în Marele Război Patriotic 1941-1945”